# Matrius de Gell-Mann
Les matrius de Gell-Mann, desenvolupades per Murray Gell-Mann, són un conjunt de vuit matrius hermitianes sense traça 3×3 linealment independents utilitzades en l'estudi de la interacció forta en la física de partícules. Abarquen l'àlgebra de Lie del grup SU(3) en la representació definidora.

## Matrius
| {\displaystyle \lambda _{1}={\begin{pmatrix}0&1&0\\1&0&0\\0&0&0\end{pmatrix}}} | {\displaystyle \lambda _{2}={\begin{pmatrix}0&-i&0\\i&0&0\\0&0&0\end{pmatrix}}} | {\displaystyle \lambda _{3}={\begin{pmatrix}1&0&0\\0&-1&0\\0&0&0\end{pmatrix}}}                        |
| {\displaystyle \lambda _{4}={\begin{pmatrix}0&0&1\\0&0&0\\1&0&0\end{pmatrix}}} | {\displaystyle \lambda _{5}={\begin{pmatrix}0&0&-i\\0&0&0\\i&0&0\end{pmatrix}}} | |
| {\displaystyle \lambda _{6}={\begin{pmatrix}0&0&0\\0&0&1\\0&1&0\end{pmatrix}}} | {\displaystyle \lambda _{7}={\begin{pmatrix}0&0&0\\0&0&-i\\0&i&0\end{pmatrix}}} | {\displaystyle \lambda _{8}={\frac {1}{\sqrt {3}}}{\begin{pmatrix}1&0&0\\0&1&0\\0&0&-2\end{pmatrix}}.} |

## Propietats
Aquestes matrius són sense traça, hermitianes, i obeeixen a la relació d'ortonormalitat de traça addicional, de manera que poden generar elements de grup matricial unitari de SU(3) mitjançant exponenciació. Aquestes propietats van ser escollides per Gell-Mann perquè després generalitzen naturalment les matrius de Pauli per SU(2) a SU(3), que van formar la base per al model de quarks de Gell-Mann. La generalització de Gell-Mann s'estén encara més a SU(n) general. Per a la seva connexió amb la base estàndard de les àlgebres de Lie, vegeu la base de Weyl-Cartan.

### Traça l'ortonormalitat
En matemàtiques, l'ortonormalitat normalment implica una norma que té un valor d'unitat (1). Les matrius de Gell-Mann, però, es normalitzen a un valor de 2. Així, el rastre del producte per parelles dóna lloc a la condició d'orto-normalització
{\displaystyle \operatorname {tr} (\lambda _{i}\lambda _{j})=2\delta _{ij},}
on {\displaystyle \delta _{ij}} és el delta de Kronecker.
Això és així que les matrius de Pauli incrustades corresponents a les tres subàlgebres incrustades de SU (2) es normalitzen convencionalment. En aquesta representació matricial tridimensional, la subàlgebra de Cartan és el conjunt de combinacions lineals (amb coeficients reals) de les dues matrius. {\displaystyle \lambda _{3}} i {\displaystyle \lambda _{8}}, que es desplacen entre si.
Hi ha tres subàlgebres SU(2) significatives :
- {\displaystyle \{\lambda _{1},\lambda _{2},\lambda _{3}\}}
- {\displaystyle \{\lambda _{4},\lambda _{5},x\},} i
- {\displaystyle \{\lambda _{6},\lambda _{7},y\},}

on x i y són combinacions lineals de {\displaystyle \lambda _{3}} i {\displaystyle \lambda _{8}}. Els Casimirs SU(2) d'aquestes subàlgebres es commuten mútuament.
Tanmateix, qualsevol transformació de semblança unitària d'aquestes subàlgebres produirà subàlgebres SU(2). Hi ha un nombre incomptable d'aquestes transformacions.

### Relacions de commutació
Els 8 generadors de SU(3) satisfan les relacions de commutació i anticonmutació
{\displaystyle {\begin{aligned}\left[\lambda _{a},\lambda _{b}\right]&=2i\sum _{c}f^{abc}\lambda _{c},\\\{\lambda _{a},\lambda _{b}\}&={\frac {4}{3}}\delta _{ab}I+2\sum _{c}d^{abc}\lambda _{c},\end{aligned}}}
amb les constants de l'estructura
{\displaystyle {\begin{aligned}f^{abc}&=-{\frac {1}{4}}i\operatorname {tr} (\lambda _{a}[\lambda _{b},\lambda _{c}]),\\d^{abc}&={\frac {1}{4}}\operatorname {tr} (\lambda _{a}\{\lambda _{b},\lambda _{c}\}).\end{aligned}}}
Les constants de l'estructura {\displaystyle f^{abc}} són completament antisimètrics en els tres índexs, generalitzant l'antisimetria del símbol Levi-Civita {\displaystyle \epsilon _{jkl}} de SU(2). Per a l'ordre actual de les matrius de Gell-Mann prenen els valors
{\displaystyle f^{123}=1\,\quad f^{147}=f^{165}=f^{246}=f^{257}=f^{345}=f^{376}={\frac {1}{2}}\,\quad f^{458}=f^{678}={\frac {\sqrt {3}}{2}}\ .}
En general, s'avaluen a zero, tret que continguin un nombre imparell d'índexs del conjunt {2,5,7}, corresponent a l'antisimètric (imaginari) λs.
Utilitzant aquestes relacions de commutació, el producte de les matrius de Gell-Mann es pot escriure com
{\displaystyle \lambda _{a}\lambda _{b}={\frac {1}{2}}([\lambda _{a},\lambda _{b}]+\{\lambda _{a},\lambda _{b}\})={\frac {2}{3}}\delta _{ab}I+\sum _{c}\left(d^{abc}+if^{abc}\right)\lambda _{c},}
on I és la matriu identitària.